# Spirama suffumosa
Spirama suffumosa är en fjärilsart som beskrevs av Achille Guenée 1852. Spirama suffumosa ingår i släktet Spirama och familjen nattflyn. Inga underarter finns listade i Catalogue of Life.